# Raucherclub
Ein Raucherclub, auch Raucherklub, ist eine Vereinigung, deren Hauptzweck das gemeinsame Tabakrauchen ist. Nachdem in Deutschland gesetzliche Rauchverbote für die Gastronomie erlassen wurden, die zulassen, eine Gaststätte zum Lokal eines Raucherclubs zu machen, sind von Gastronomen in großer Anzahl derartige Clubs gegründet worden.

## Bund
Das Bundesverfassungsgericht sah in der Privilegierung der Raucherclubs in Gaststätten gegenüber den nicht in Raucherclubs organisierten Rauchern weder eine Verletzung der Handlungsfreiheit der Raucher noch eine Verletzung der Berufsausübungsfreiheit der Gastwirte.

## Bundesländer
In dreizehn von sechzehn Bundesländern bestanden 2018 Ausnahmeregelungen für Raucher.

### Bayern
In Bayern verfolgt dieses Ziel der Verein zum Erhalt der bayerischen Wirtshauskultur. Vor allem in Bayern wuchs die Anzahl von Vereinsgründungen nach der gesetzlichen Umsetzung des Verbots. In München gab es Mitte 2008 bereits 800 Raucherclubs. In Augsburg waren nahezu die Hälfte, in Straubing rund ein Drittel der Kneipen sogenannte Raucherclubs.
Durch die Novellierung des bayerischen Gesundheitsschutzgesetzes vom 1. August 2009, die nach dem Volksentscheid „Nichtraucherschutz“ in Bayern am 4. Juli 2010 am 1. August 2010 in Kraft trat, ist jedoch die Klausel weggefallen, die es den Mitgliedern von Raucherclubs erlaubte, in Gaststätten zu rauchen.

### Nordrhein-Westfalen
Das Oberverwaltungsgericht für das Land Nordrhein-Westfalen hat in einem Beschluss festgestellt, dass es regelmäßig als unzulässige Umgehung des gesetzlichen Rauchverbots zu werten sei, wenn eine Gaststätte im Wesentlichen oder sogar ausschließlich den Mitgliedern eines Rauchervereins zur Verfügung gestellt werde. Es hob drauf ab, dass Gaststätten nur dann Raucherclubs wären, wenn deren ausschließlicher Zweck der gemeinsame Konsum von Tabakwaren sei. 2012 wurde  durch eine Verschärfung des Nichtraucherschutzgesetzes, die  Ende Juni 2012 im Kabinett beschlossen wurde Ende November 2012 im Landtag verabschiedet wurde und im Mai 2013 in Kraft trat, Raucherclubs in Nordrhein-Westfalen verboten. 2017 beabsichtigten CDU und FDP in einer schwarz-gelben Koalition das verschärfte Rauchverbot wieder rückgängig zu machen.

### Saarland
Im Saarland wurden Raucherräume im Februar 2010 verboten. Eine Verfassungsbeschwerde dagegen blieb im März 2011 erfolglos. Manche Wirte machten ihre Kneipen zu Raucherclubs. Ende November 2011 endeten Übergangsregelungen für Gaststätten und es wurde ein absolutes Rauchverbot durchgesetzt, der das Ende der abgetrennter Raucherräume bedeutete.